# GW170814

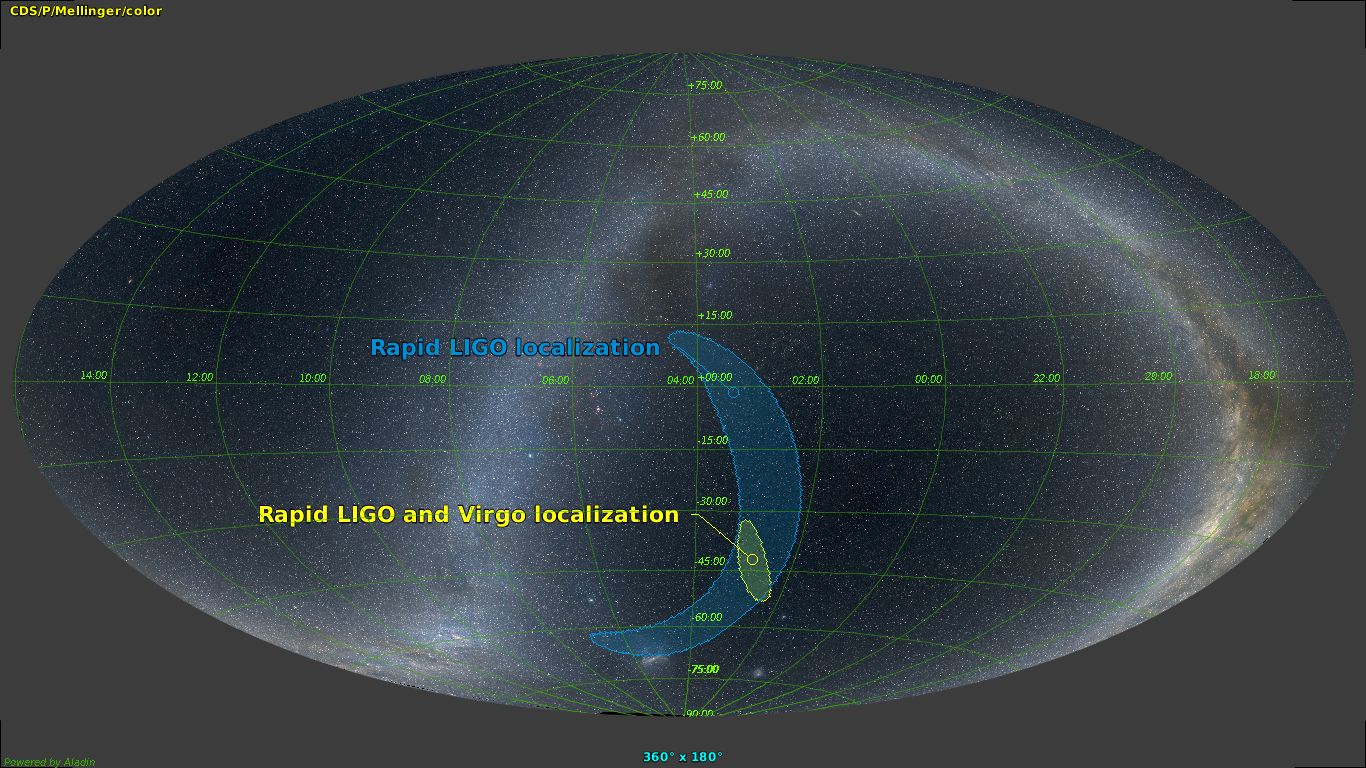
Localisation de la source du signal.

GW170814 est le nom du signal attribué à une observation directe d’ondes gravitationnelles annoncée le 27 septembre 2017. La détection a été faite le 14 août 2017 à 10 h 30 min 43 s UTC sur les deux sites américains jumeaux LIGO construits en Louisiane et dans l’État de Washington, et pour la première fois par l'observatoire européen Virgo, près de Pise,,.
Le signal est issu de la fusion d'un trou noir binaire, comme pour GW150914. Les deux trous noirs de masses respectives d'environ 31 et 
25 masses solaires ont fusionné en un trou noir de 53 masses solaires.
| Masse trou noir 1                            | 30,5+5,7 −3,0 {\displaystyle M_{\odot }}     |
| Masse trou noir 2                            | 25,3+2,8 −4,2 {\displaystyle M_{\odot }}     |
| Masse finale                                 | 53,2+3,2 −2,5 {\displaystyle M_{\odot }}     |
| Énergie rayonnée par ondes gravitationnelles | 2,7+0,4 −0,3 {\displaystyle M_{\odot }c^{2}} |
| Pic de luminosité                            | 3,7+0,5 −0,5 × 1056 erg.s−1                  |
| Distance de la source                        | 540+130 −210 Mpc                             |
| Redshift de la source                        | 0,11+0,03 −0,04                              |
| Spin du trou noir final                      | 0,70+0,07 −0,05                              |